# Ishihara Shinobu

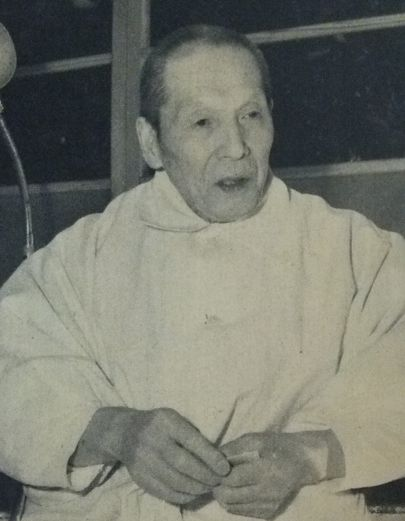
Shinobu Ishihara 1956

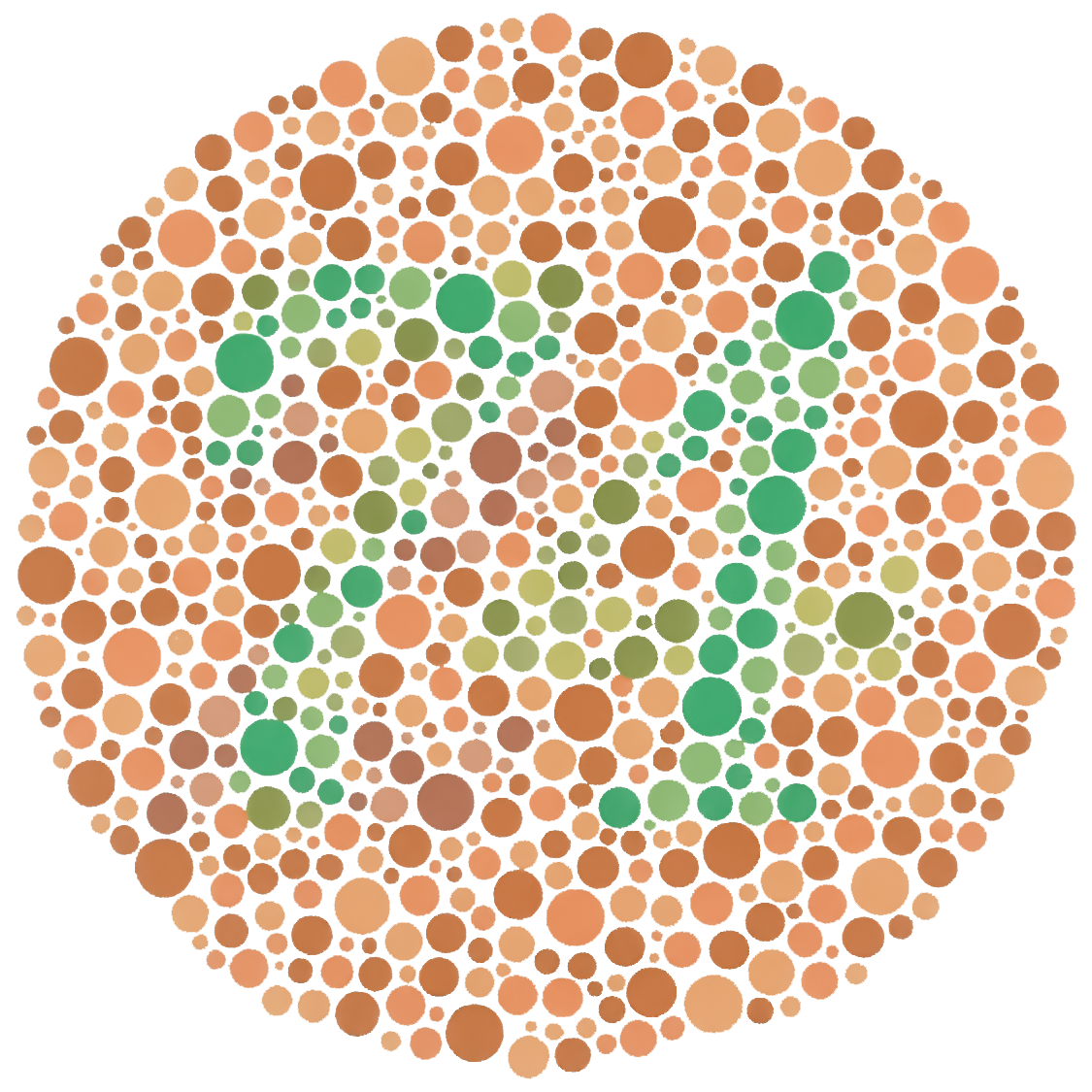
Ishihara-Farbtafel mit der Zahl „74“. Betrachter mit einem dichromatischen oder anomalen trichromatischen Farbempfinden lesen die Zahl unter Umständen als „21“, oder können sie gar nicht entziffern.

Ishihara Shinobu (jap. 石原 忍; * 25. September 1879; † 3. Januar 1963) war ein japanischer Militärarzt und Augenheilkundler, der 1917 einen Test zur Feststellung der Farbenblindheit und Farbenfehlsichtigkeit entwickelte. Dieser Test basiert auf Tafeln mit runden Farbflecken in unterschiedlichen Farbnuancen und Größen, den sogenannten Ishihara-Farbtafeln, auf denen für Menschen mit normaler Farbwahrnehmung Zahlen oder Buchstaben zu sehen sind. Menschen mit Farbenblindheit oder Farbenfehlsichtigkeit sind nicht dazu in der Lage, diese Zahlen oder Buchstaben auf dem für sie identisch aussehenden Hintergrund zu erkennen. 1940 wurde Ishihara für diese Erfindung mit dem Asahi-Preis ausgezeichnet.

## Leben
Ishihara graduierte 1905 an der Universität Tokio in Medizin. Weil sein Studium weitgehend von der japanischen Armee bezahlt wurde, trat er nach erfolgreichem Universitätsabschluss in die japanische Armee ein. Dort arbeitete er primär als Chirurg. In späteren Jahren spezialisierte er sich immer mehr auf die Augenheilkunde. Im Jahre 1908 kehrte er zur Universität Tokio zurück, um dort ein Studium der Augenheilkunde zu absolvieren, welches er 1910 abschloss. Im Jahre 1910 wurde er Oberarzt am medizinischen Armeekrankenhaus von Tokio. Während seiner Arbeit im Militärkrankenhaus wurde er von Seiten der Armeeführung damit beauftragt, einen Test zur Detektion von Farbsehstörungen angehender japanischer Rekruten zu entwickeln.
Ausgangspunkt seiner Forschungen waren zunächst Aufzeichnungen Johann Wolfgang Goethes, der die Farbenblindheit zuerst entdeckte.
Da Ishiharas Assistent selbst farbenblind war, konnte Ishihara an ihm Farbtests absolvieren. Die ersten Symbole, die Ishihara damals mit Pinsel und Wasserfarben malte, waren Hiragana-Symbole (japanische Silbenschriftszeichen).
Von 1910 bis 1914 bildete Ishihara sich unter Wolfgang Stock (1874–1956) in Jena, Karl Theodor Paul Axenfeld (1867–1930) in Freiburg im Breisgau und Carl von Hess (1863–1923) in München weiter. Mit Ausbruch des Ersten Weltkriegs kehrte er nach Tokio zurück. Ab 1922 lehrte er dort an seiner Alma Mater.
Noch heute finden die Ishihara-Farbtafeln Anwendung zur Feststellung von Farbenschwäche oder -blindheit.
Farbenfehlsichtigkeit und Farbenblindheit beruhen auf Anomalien an mindestens einem der drei farbevermittelnden Rezeptoren in den Zapfenzellen der Netzhaut des Auges. Es handelt sich um angeborene Störungen der Farbwahrnehmung, die nicht heilbar sind. Jedoch gibt es farbkorrigierende Brillen, die die Farbwahrnehmungsstörungen weitgehend ausgleichen können.